# 圣洛尔梅勒
圣洛尔梅勒（法語：Saint-Lormel，法語發音：[sɛ̃ lɔʁmɛl]）是法国阿摩尔滨海省的一个市镇，位于该省东北部，属于迪南区。

## 地理
圣洛尔梅勒（48°32'46"N, 2°13'46"W）面积9.77 平方千米，位于法国布列塔尼大區阿摩尔滨海省，该省份为法国西北部沿海省份，位于布列塔尼半岛北部，北濒大西洋英吉利海峡，西接菲尼斯泰尔省，南至莫尔比昂省，东临伊勒-维莱讷省。
与圣洛尔梅勒接壤的市镇（或旧市镇、城区）包括：克雷昂、普朗科埃特、普吕迪诺、圣卡勒吉尔多、圣波唐。

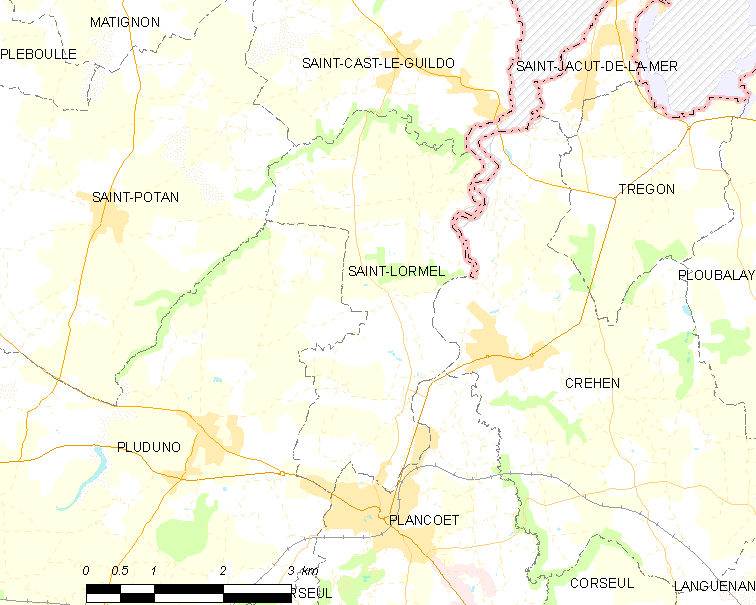
圣洛尔梅勒的OSM定位图

圣洛尔梅勒的时区为UTC+01:00、UTC+02:00（夏令时）。

## 行政
圣洛尔梅勒的邮政编码为22130，INSEE市镇编码为22311。

## 政治
圣洛尔梅勒所属的省级选区为普朗科埃特县。

## 人口

1962-2008年间圣洛尔梅勒人口变化图示

圣洛尔梅勒于2022年1月1日时的人口数量为883人。